# Departamento Concepción (Paraguay)
Concepción ist ein Departamento in Paraguay, es ist einer von insgesamt 17 Verwaltungsbezirken. Das Departamento Concepción wird in 7 Distrikte unterteilt: Concepción, Horqueta, Yby Yaú, San Lázaro, Loreto, Belén und San Carlos, der bevölkerungsmäßig kleinste Distrikt des Landes mit dem größten Nationalpark Ostparaguays.

## Geschichte
Concepción bildete sich als Región nach der Gründung des Forts Villa Real de Concepción im Jahr 1773 durch Fernando de Pinedo. Hauptzweck dieser Gründung war der Schutz der blühenden Kolonien in südwestlicher Richtung, wie zum Beispiel Asunción, vor brasilianischen Freibeutern (Bandeirantes) und kriegerischen Indianerstämmen wie den Guaicurú und den Mbayá.
In Concepción befand sich die erste Rinderzucht des spanischen Königshauses in der neuen Welt. Zu Ende des 19. Jahrhunderts erlebte Concepción eine Einwanderungswelle, welche vor allem Siedler aus dem Libanon, Syrien, Italien und Spanien (Katalonien) mit sich brachte. Dies brachte eine Etablierung von Concepción als Handelsplatz mit sich. Nach dem Chaco-Krieg verlagerte sich der Handel mehr und mehr in andere Regionen, es verblieben jedoch gefestigt die Zement und Kalkindustrie und die Yerba-Mate-Industrie.
Von 1909 bis 1960 gab es mit der Ferrocarril del Norte eine Eisenbahnverbindung zwischen Concepción und Horqueta.

## Wirtschaft und Verkehr
Concepción liegt am Hauptwasserweg des Landes, dem Río Paraguay, welcher in seiner vollen Länge in diesem Departamento schiffbar ist. Die Entfernung zu der Hauptstadt Asunción beträgt 310 km (Wasserweg) und über die Via Ruta 5 Gral. Bernardino Caballero und über die Ruta 3 Gral.Elizardo Aquino, beträgt die Entfernung 543 km. Weitere wichtige Wasserwege sind die Flüsse Río Apa, Río Aquidabán und Río Ypané, welche in einigen Regionen die einzigen dauerhaft nutzbaren Wege sind. Circa 250 km der Straßen sind asphaltiert, des Weiteren sind ca. 500 km an nicht befestigten Straßen vorhanden. Als Alternative gibt es verschiedene Flugverbindungen, sowohl von privaten Firmen, als auch Linienflüge, die vom Militär durchgeführt werden.
Die Brücke Puente Nanawa verbindet die Stadt Concepción mit dem Departamento Presidente Hayes. Neben der Puente Remanso bei Asunción ist dies eine von nur zwei Brücken über den Río Paraguay im gesamten Staatsgebiet.
Im Norden Concepcións befindet sich die Cordillera San Luis. Diese ist für ihre kalkhaltigen Gesteine bekannt, sodass die gesamte Landesproduktion an Klinkern und Portlandzement sich in dieser Region angesiedelt hat. Zentrum des Zementhandels ist die Stadt Vallemí.
Die Haupteinkommensquelle ist neben der Holzindustrie die Rinderzucht. Vereinzelt wird noch Yerba Mate angepflanzt und verarbeitet, dieser Zweig der Industrie ist aber im Rückgang. Der stark kalkhaltige Boden wird außerdem zum Anbau von Zuckerrohr und Baumwolle genutzt. Wegen der betriebenen Monokultur und der exzessiven Holzausbeute wird heute nach Alternativen in der Landwirtschaft gesucht, wie zum Beispiel der Anbau von Sesam, Wassermelonen, Kaffee und Kokos.

## Naturschutzgebiete
Concepción hat bis heute 5 offizielle Naturschutzgebiete in der sogenannten Ecoregión del Aquidabán.
- Paso Bravo 93.600 ha
- Serranía San Luis, 10.282 ha
- Itapucumí, 45.000 ha
- Estrella de Concepción, 2.400 ha
- Laguna Negra, 10 ha.

Als besonders schützenswert, da von Aussterben bedroht, gelten der Puma, Jaguar, Tukane, Anakondas, Chaco-Pekari, Breitschnauzenkaiman, Südamerikanischer Fischotter, Hyazinthara und der Grünflügelara.

## Distrikte
- Belén
- Concepción
- Horqueta
- Loreto
- San Carlos
- San Lázaro
- Yby Yaú